# Game of Thrones (3.ª temporada)
A terceira temporada de Game of Thrones foi anunciada pela HBO em 10 de abril de 2012. David Benioff e D. B. Weiss continuam como showrunners e produtores executivos. A terceira temporada estreou em 31 de março de 2013.

## Elenco e personagens

### Principal
- Peter Dinklage como Tyrion Lannister[2]
- Nikolaj Coster-Waldau como Jaime Lannister[2]
- Lena Headey como Cersei Lannister[2]
- Emilia Clarke como Daenerys Targaryen[2]
- Kit Harington como Jon Snow[2]
- Richard Madden como Robb Stark[2]
- Iain Glen como Jorah Mormont[2]
- Michelle Fairley como Catelyn Stark[2]
- Aidan Gillen como Petyr "Mindinho" Baelish[2]
- Charles Dance como Tywin Lannister[2]
- Liam Cunningham como Davos Seaworth[2]
- Stephen Dillane como Stannis Baratheon[2]
- Carice van Houten como Melisandre[2]
- Natalie Dormer como Margaery Tyrell[2]
- Isaac Hempstead Wright como Bran Stark[2]
- Sophie Turner como Sansa Stark[2]
- Maisie Williams como Arya Stark[2]
- Rose Leslie como Ygritte[2]
- Alfie Allen como Theon Greyjoy[2]
- Jack Gleeson como Joffrey Baratheon[2]
- John Bradley como Samwell Tarly[2]
- Oona Chaplin como Talisa Maegyr
- Joe Dempsie como Gendry
- Sibel Kekilli como Shae[2]
- Rory McCann como Sandor "Cão de Caça" Clegane[2]
- Conleth Hill como Varys[2]
- Jerome Flynn como Bronn[2]
- James Cosmo como Jeor Mormont[2]

### Convidado
Os atores recorrentes listados aqui são os que apareceram na terceira temporada. Eles estão listados pela região em que aparecem pela primeira vez.
| - Peter Vaughan como Meistre Aemon - Ben Crompton como Eddison Tollett - Josef Altin como Pypar - Mark Stanley como Grenn - Luke Barnes como Rast - Burn Gorman como Karl Tanner - Will O'Connell como Todder - Ciarán Hinds como Mance Rayder - Kristofer Hivju como Tormund Giantsbane - Edward Dogliani como o Senhor dos Ossos - Ian Whyte como Dongo - Mackenzie Crook como Orell Skinchanger - Robert Pugh como Craster - Hannah Murray como Gilly - Ross Mullan como Caminhantes Brancos - Julian Glover como Grande Meistre Pycelle - Diana Rigg como Olenna Tyrell - Finn Jones como Loras Tyrell - Ian Beattie como Meryn Trant - Daniel Portman como Podrick Payne - Paul Bentley como o Alto Septão - Will Tudor como Olyvar - Esmé Bianco como Ros - Josephine Gillan como Marei - Pixie Le Knot como Kayla - Patrick Malahide como Balon Greyjoy - Gemma Whelan como Yara Greyjoy - Tara Fitzgerald como Selyse Baratheon - Kerry Ingram como Shireen Baratheon - Lucian Msamati como Salladhor Saan | - Art Parkinson como Rickon Stark - Thomas Sangster como Jojen Reed - Ellie Kendrick como Meera Reed - Iwan Rheon como Ramsay Snow - Charlotte Hope como Myranda - Kristian Nairn como Hodor - Natalia Tena como Osha - Tobias Menzies como Edmure Tully - Clive Russell como Brynden Tully - David Bradley como Walder Frey - Tom Brooke como Lothar Coxo Frey - Tim Plester como Walder Negro Rivers - Michael McElhatton como Roose Bolton - John Stahl como Rickard Karstark - Gwendoline Christie como Brienne de Tarth - Dean-Charles Chapman como Martyn Lannister - Timothy Gibbons como Willem Lannister - Noah Taylor como Locke - Jamie Michie como Steelshanks Walton - Richard Dormer como Beric Dondarrion - Paul Kaye como Thoros de Myr - Philip McGinley como Anguy - Anton Lesser como Qyburn - Ben Hawkey como Torta Quente - Dan Hildebrand como Kraznys mo Nakloz - Clifford Barry como Greizhen mo Ullhor - George Georgiou como Razdal mo Eraz - Ian McElhinney como Barristan Selmy - Ed Skrein como Daario Naharis - Nathalie Emmanuel como Missandei - Jacob Anderson como Verme Cinzento - Mark Killeen como Mero - Ramon Tikaram como Prendahl na Ghezn |

## Produção
A emissora HBO confirmou a terceira temporada de Game of Thrones em 10 de abril de 2012. David Benioff e D. B. Weiss continuam como showrunners e produtores executivos, e já temos alguns atores confirmados para o elenco. Dentre eles estão a atriz Nathalie Emmanuel que interpretará Missandei, e o ator Iwan Rheon que interpretará Ramsay Snow.
Joe Dempsie e Rose Leslie, que interpretaram Gendry e Ygritte, respectivamente, como personagens recorrentes nas temporadas anteriores da série, foram promovidos para o elenco principal na terceira temporada.
A terceira temporada estreou em 31 de março de 2013.

## Episódios
| N.º na série | N.º na temp. | Título                                                              | Dirigido por      | Escrito por                 | Exibição original   | Audiência (milhões) |
| --- | ------------ | ------------------------------------------------------------------- | ----------------- | --------------------------- | ------------------- | ------------------- |
| 21 | 1            | "Valar Dohaeris" "(Valar Dohaeris)" (BR)                            | Daniel Minahan    | David Benioff & D. B. Weiss | 31 de março de 2013 | 4.37                |
| Alguns dos vigilantes da Patrulha da Noite, incluindo Tarly e Mormont, sobrevivem ao ataque dos Caminhantes Brancos e prometem retornar para Muralha para avisar os Sete Reinos. Jon Snow é trazido para Rayder, o "Rei-para-lá-da-muralha", e promete sua lealdade aos Selvagens. Tyrion, agora com cicatrizes no rosto, tenta tirar o Rochedo Casterly da posse de Tywin, que promete outras coisas. Margaery Tyrell se envolve em trabalhos de caridade com os órfãos de Porto Real. Petyr Baelish se oferece para ajudar Sansa a escapar da capital e Ros aconselha Shae a não confiar nele. Davos é resgatado por Saan, que não quer mais conexões com Stannis, e retorna a Pedra do Dragão, onde tenta sem sucesso matar Melisandre, que o culpa por convencer Stannis a não deixá-lo entrar na batalha, e é preso. Em Essos, Daenerys chega à cidade de Astapor para comprar um exército de soldados escravos brutalmente treinados, os "Imaculados". Os feiticeiros de Qarth tentam assassiná-la, mas ela é salva por Selmy, o ex-comandante da Guarda Real, que promete sua lealdade. |              |                                                                     |                   |                             |                     |                     |
| 22 | 2            | "Dark Wings, Dark Words" "(Asas Negras, Palavras Negras)" (BR)      | Daniel Minahan    | Vanessa Taylor              | 7 de abril de 2013  | 4.27                |
| Brienne continua escoltando Jaime pelas Terras Fluviais até Porto Real. Ele a envolve em uma briga, que é interrompida por soldados da Casa Bolton. Depois de receber a notícia do saque de Winterfell e do desaparecimento de Bran e Rickon, Robb desvia suas atenções da guerra contra os Lannisters para ir ao funeral do pai de sua mãe Catelyn em Correrio, irritando Karstark, que busca vingança por seus filhos que foram mortos pelos Lannisters. Arya, Gendry e Torta Quente também decidem ir para Correrio, mas são assaltadas por um grupo rebelde, a "Irmandade sem Banners", e são levados para uma pousada, onde o Clegane capturado revela a identidade de Arya. Margaery e sua avó Olenna, a "Rainha dos Espinhos", convencem Sansa a contar sobre os pontos fracos de Joffrey. Theon Greyjoy é torturado por captores desconhecidos. Bran, Rickon, Osha e Hodor encontram os irmãos Jojen e Meera, filhos do bandido Howland. Jojen, que tem compartilhado os sonhos estranhos de Bran, diz a ele que ele é um warg, capaz de entrar nas mentes dos animais. |              |                                                                     |                   |                             |                     |                     |
| 23 | 3            | "Walk of Punishment" "(A Caminhada da Punição)" (BR)                | David Benioff     | David Benioff & D. B. Weiss | 14 de março de 2013 | 4.72                |
| Robb e Catelyn participam do funeral em Correrio. Tywin decide enviar Petyr Baelish para Lysa com a intenção de tê-los casados, a fim de garantir sua aliança, tornando Tyrion o novo mestre da moeda. Enquanto Torta Quente decide ficar na pousada, Arya e Gendry seguem a Irmandade. Ao saber sobre o massacre no Punho dos Primeiros Homens, Rayder envia Jon Snow com um bando de Selvagens para escalar a Muralha e atacar a Sentinela enquanto ela está enfraquecida. Os homens sobreviventes da Patrulha da Noite chegam de volta à Fortaleza de Craster, onde Tarly testemunha Gilly dando à luz um filho. Theon Greyjoy é libertado da tortura e do cativeiro por um homem desconhecido, que mais tarde o resgata novamente. Melisandre deixa Pedra do Dragão para uma missão desconhecida, afirmando que o sangue de um rei é necessário para a vitória. Daenerys concorda em comprar todos os 8.000 Imaculados e a tradutora Missandei, pagando-os com um de seus dragões, contra os conselhos de Selmy e Jorah. Jaime convence seu captor Locke a não deixar Brienne ser estuprada, mas Locke decepa a mão de Jaime. |              |                                                                     |                   |                             |                     |                     |
| 24 | 4            | "And Now His Watch Is Ended" "(E Agora Sua Patrulha Terminou)" (BR) | Alex Graves       | David Benioff & D. B. Weiss | 21 de março de 2013 | 4.87                |
| Theon é traído pelo homem que lhe resgatou, que o leva de volta à prisão de tortura. Depois de uma tentativa fracassada de fuga, Jaime acredita que ele está perdido sem sua mão que usa para dominar espadas; mas Brienne, sabendo o que ele fez por ela, pede que ele não perca a esperança. Varys diz a Tyrion como ele se tornou um eunuco, e que agora ele tem em seu poder o mago que o castrou, aconselhando Tyrion a ser paciente para obter vinganças. Na fortaleza de Craster, os vigilantes sobreviventes da Patrulha da Noite, morrendo de fome, entram em conflito com o anfitrião. Craster e Mormont são mortos na luta e Tarly foge com Gilly e seu filho. Arya e Gendry são levados para a caverna secreta da Irmandade, encontrando seu líder, Beric Dondarrion, que mais tarde sentencia Clegane a julgamento por combate com ele. Margaery propõe casamento entre Sansa e Loras. Daenerys se encontra com Kraznys para completar o comércio de um dragão para o exército de Imaculados. Ela ganha a posse dos Imaculados e os ordena a matar seus antigos mestres. Daenerys também recupera seu dragão e liberta os Imaculados da escravidão, mas todos decidem segui-la livremente. |              |                                                                     |                   |                             |                     |                     |
| 25 | 5            | "Kissed by Fire" "(Beijado Pelo Fogo)" (BR)                         | Alex Graves       | Bryan Cogman                | 28 de março de 2013 | 5.35                |
| Tyrion convence Olenna a pagar parte do casamento real. Sansa conta a Petyr Baelish sobre sua decisão de ficar em Porto Real. Os Lannisters descobrem a conspiração dos Tyrell para casar Sansa a Loras. Para evitar a união, Tywin planeja casar Sansa com Tyrion e Cersei com Loras, apesar dos protestos dos irmãos. Stannis confessa sua infidelidade a sua esposa, Selyse, que então diz que ela já sabe e aprova. Sua filha, Shireen, entra na masmorra para visitar Davos e começa a ensiná-lo a ler. Sandor Clegane mata Dondarrion e é libertado. No entanto, Dondarrion é ressuscitado aparentemente pelo poder do Senhor da Luz. Gendry decide ficar com a Irmandade, e Thoros e Dondarrion planejam resgatar Arya para Robb. Depois de ser entregue a Lorde Roose Bolton e ganhar abrigo em suas terras, Jaime confessa a Brienne porque ele matou o Rei Aerys II Targaryen, revelando que Aerys era fascinado por Fogovivo e que adorava ver tanto seus inimigos como pessoas inocentes morrerem queimados, e isso fez Jaime matá-lo na Rebelião de Robert. Robb executa Rickard Karstark depois que este último assassinou dois garotos dos Lannisters. Com os Karstarks o abandonando, Robb planeja fazer uma aliança desesperada com Walder Frey. Jon Snow sucumbe à sedução de Ygritte e quebra seus votos. Os Imaculados selecionam um guerreiro chamado Verme Cinzento como seu líder na ordem de Daenerys. |              |                                                                     |                   |                             |                     |                     |
| 26 | 6            | "The Climb" "(A Escalada)" (BR)                                     | Alik Sakharov     | David Benioff & D. B. Weiss | 5 de maio de 2013   | 5.50                |
| Em Porto Real, Tywin coage Olenna a concordar em casar Loras com Cersei, que revela a Tyrion que foi Joffrey quem tentou matá-lo durante o cerco. Tyrion confessa a Shae e Sansa sobre o próximo casamento. Lorde Baelish diz a Varys que ele pegou Ros como informante de Varys e a entregou a Joffrey, que a mata. Nas Terras Fluviais, Melisandre compra Gendry da Irmandade, prevendo que Arya matará muitas pessoas. Robb faz um novo acordo com Walder Frey, concordando em dar-lhe Harrenhal e casar seu tio Edmure com a filha de Frey, Roslin. Lorde Bolton planeja enviar Jaime para Porto Real, mas se recusa a mandar Brienne com ele. Em um local desconhecido, o misterioso homem continua a torturar Theon Greyjoy. No norte, surge a tensão entre Osha e Meera. Além da Muralha, Samwell Tarly continua sua viagem com Gilly e seu filho, enquanto Jon Snow e Ygritte conseguem escalar a Muralha com outros dois Selvagens. |              |                                                                     |                   |                             |                     |                     |
| 27 | 7            | "The Bear and the Maiden Fair" "(O Urso e a Bela Donzela)" (BR)     | Michelle MacLaren | George R. R. Martin         | 12 de maio de 2013  | 4.84                |
| No Norte, Jojen diz a Bran que eles devem ir além da Muralha para encontrar o Corvo de Três Olhos, para o horror de Osha. O relacionamento de Jon Snow e Ygritte se aprofunda, deixando o amigo da garota selvagem, Orell, com raiva. Theon é castrado por seu torturador. Talisa revela a Robb que ela está grávida. Arya foge da Irmandade, apenas para ser capturada por Sandor Clegane. Melisandre revela a Gendry que o pai dele era Robert Baratheon. Shae diz a Tyrion que ela não continuará seu relacionamento quando ele se casar com Sansa. Tywin aconselha Joffrey e discute sobre Daenerys, com Tywin apresentando o perigo que a jovem Targaryen poderia representar. Daenerys chega à cidade de Yunkai e declara guerra contra eles. Lorde Bolton parte de Harrenhall para o casamento de Edmure, enquanto Jaime se despede de Brienne e parte para Porto Real. Na estrada, ele descobre que Locke recusou o resgate do pai de Brienne. Jaime retorna a Harrenhall para encontrar Brienne e a encontra em um buraco lutando com um urso. Ele pula e salva Brienne e parte mais uma vez, desta vez com ela. |              |                                                                     |                   |                             |                     |                     |
| 28 | 8            | "Second Sons" "(Segundos Filhos)" (BR)                              | Michelle MacLaren | David Benioff & D. B. Weiss | 19 de maio de 2013  | 5.13                |
| O casamento de Tyrion com Sansa é realizado. Cersei mostra descontentamento em relação a Margaery e Loras. Na festa de casamento, Tyrion fica bêbado e provoca uma cena, com Tywin exigindo que ele faça um bebê em breve. Em seu quarto, Tyrion diz a Sansa que eles não consumarão seu casamento até que ela queira. Sandor Clegane revela a Arya que eles estão indo para as Gêmeas para entregá-la à Robb. Stannis libera Davos, exigindo que ele respeite Melisandre, que chega em Pedra do Dragão com Gendry, a quem ela seduz e extrai sangue com três sanguessugas. Em um ritual mágico, Stannis os lança em um incêndio, nomeando três usurpadores: Robb, Balon e Joffrey. Daenerys descobre que Yunkai empregou uma empresa mercenária chamada "Segundos Filhos". Um dos tenentes chamado Naharis mata os outros líderes e promete a sua e a lealdade da empresa a Daenerys. Samwell Tarly e Gilly são atacados por um Caminhante Branco, mas Tarly o destrói com a adaga de Vidro de Dragão. |              |                                                                     |                   |                             |                     |                     |
| 29 | 9            | "The Rains of Castamere" "(As Chuvas de Castamere)" (BR)            | David Nutter      | David Benioff & D. B. Weiss | 2 de junho de 2013  | 5.22                |
| Tarly, Gilly e seu filho chegam na Muralha. Durante uma tempestade, Bran entra na mente de Hodor para acalmá-lo, uma habilidade não possuída por qualquer outro. Perto dali, Jon Snow se recusa a matar um fazendeiro, a quem Ygritte mata antes de Snow ser atacado pelos outros Selvagens. Bran usa sua habilidade warg para salvar Snow, que mata Orell antes de escapar, deixando para trás Ygritte com o chefe Tormund. Osha, Rickon e seu lobo gigante partem para o Último Lar, enquanto Bran e sua companhia restante planejam ir além da Muralha. Enquanto isso, Daenerys envia Jorah, Naharis e Verme Cinzento para se infiltrar em Yunkai e abrir o portão da cidade para o seu exército. Yunkai logo cai em suas forças. Robb chega às Gêmeas e pede desculpas a Walder, que parece aceitar. Edmure se casa com Roslin e eles partem para consumar seu casamento antes que os homens de Walder assassinem Catelyn, Talisa, e a maioria dos homens de bandeira Stark, enquanto Lorde Bolton, revelando-se ser leal aos Lannisters, mata Robb. Arya também chega às Gêmeas e testemunha uma parte do massacre, mas Sandor Clegane a deixa inconsciente e a carrega em segurança. |              |                                                                     |                   |                             |                     |                     |
| 30 | 10           | "Mhysa" "(Mhysa)" (BR)                                              | David Nutter      | David Benioff & D. B. Weiss | 9 de junho de 2013  | 5.39                |
| O mentor do massacre é revelado como sendo Tywin, que premia a Casa Frey com a Sede de Correrio e nomeia Roose Bolton o Protetor do Norte. Theon descobre que foi entregue por seus homens em troca de uma passagem segura de Winterfell e que seu captor é Ramsay, o bastardo de Bolton. Contra os desejos de Balon, Yara decide resgatar Theon. Arya e Sandor matam alguns soldados Frey zombando da morte de Robb. Chegando na capital com Brienne, Jaime se reúne com Cersei. No Norte, Samwell Tarly encontra Bran e seu grupo e lhes dão as armas de Vidro do Dragão antes de chegarem no Castelo Negro, onde ele e Meistre Aemon enviam corvos para alertar os Sete Reinos sobre os Caminhantes Brancos. Sendo atingido várias vezes, Jon ainda consegue escapar de Ygritte e retorna ao Castelo Negro. Em Pedra do Dragão, Davos ajuda Gendry a escapar, enquanto Stannis decide ir para o Norte e ajudar a Patrulha da Noite contra a ameaça dos Caminhantes Brancos. Em Essos, os escravos libertados de Yunkai chamam Daenerys como sua "mãe". |              |                                                                     |                   |                             |                     |                     |